# Physiculus
Physiculus é um género de peixe da família Moridae.
Este género contém as seguintes espécies:
- Physiculus helenaensis